# Böker (coltelli)
Böker (nome completo dell'azienda Heinr. Böker Baumwerk GmbH) è un costruttore di coltelli e lame in generale, con sede a Solingen in Germania. Böker produce coltelli per uso domestico e outdoor. Böker è stato uno dei primi marchi ad offrire lame in ceramica.

## Storia

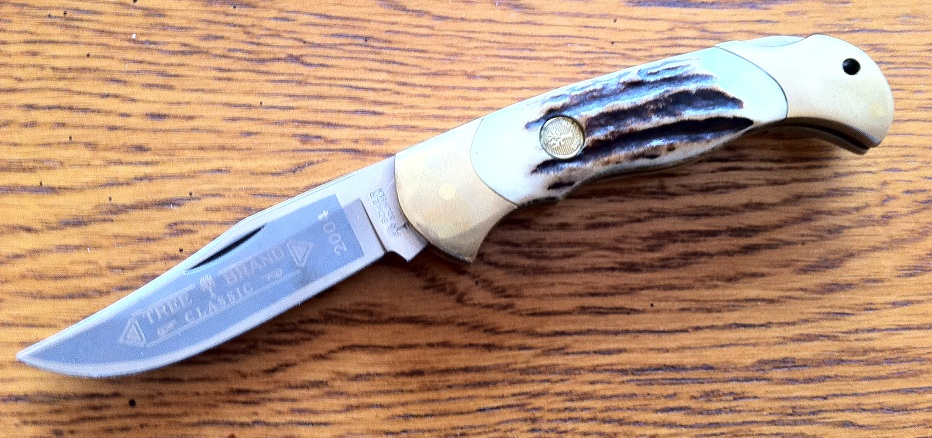
Tree Brand Classic

Un albero di castagno nel XVII secolo e la piccola fabbrica artigianale della famiglia Böker a Remscheid, è il fatto più antico noto riguardo al nome Böker del quale si abbia conoscenza.
Hermann e Robert Böker iniziarono nel 1829 la produzione di sciabole. 
Il registro dell'azienda del settembre 1830 contava una produzione settimanale di 2.000 pezzi, fatti da 64 forgiatori e 47 affilatori e da diversi collaboratori. 
Hermann Böker successivamente fonda la H. Boker & Co. a New York. Robert Böker crea la sua azienda in Canada e successivamente nel 1865 una filiale in Messico.
Heinrich Böker, un loro cugino, si trasferisce a Solingen, all'epoca già distretto industriale delle lame da taglio e dei rasoi. Con Hermann Heuser, un artigiano molto noto per la fabbricazione di forbici, fonda nel 1869 la Heinr. Böker & Co.
I Bökers a Remscheid e i cugini a Übersee mostrarono grande interesse per la produzione di rasoi  e coltelli dell'azienda di  Heinrich. I prodotti commercializzati a Übersee furono difficilmente riconoscibili dalla gente con problemi di alfabetizzazione e quindi fu pensato di utilizzare il simbolo del castagno di duecento anni d'età, simbolo della manifattura della famiglia di Remscheider, Böker. Crearono anche un secondo marchio aziendale, la freccia. La documentazione sociale fu distrutta durante la seconda guerra mondiale, e si riscontra tale simbolo su pubblicità della Böker di Remscheid nell'anno 1874.
Vi fu sempre un rapporto amichevole tra le società Böker. Dagli inizi del '900 il mercato statunitense fu conquistato dalla H. Boker & Co. di New York. Forbici, rasoi e successivamente coltelli della tradizione di Solingen. Si crearono due linee di prodotti specifici, una per l'America prodotta in USA e l'altra per il resto del mondo prodotta a Solingen: Boker USA e H. Boker Improved Cutlery Solingen.
Produssero i coltelli con lo stesso logo dell'albero. Durante la seconda guerra mondiale la sede di Solingen venne distrutta completamente; le testimonianze che vi sono nel museo dell'azienda sono state acquisite da privati in giro per il mondo. L'azienda americana venne in aiuto della sorella tedesca. John Boker jr. commercializzò nel dopoguerra sia i prodotti americani che quelli tedeschi. Negli anni '50 post bellici venne ricostruita la sede tedesca. I cugini americani divennero in breve i titolari della sorella di Solingen. Modelli come il 7588, 7474 portabandiera dell'azienda e lo Sportmesser 182 (noto anche come Camp Knife), divennero i nuovi prodotti comuni.
Agli inizi degli anni '60 la Boker USA viene venduta alla Wiss & Sons. Successivamente negli anni '70 l'azienda fu ceduta alla multinazionale Cooper Industries. Da questa collaborazione la produzione diventa più industriale e razionalizzata. Nel 1983 dismettono la produzione di coltelli a New York. Tre anni più tardi la Cooper lascia solo la sede a Solingen aperta, nel luglio 1986 viene fondata la Boker USA, Inc. a Denver in Colorado.
Il mercato sudamericano era stato d'interesse fin dal XIX secolo per l'azienda. In Argentina, Cile e Messico. Oggi i marchi TREEBRAND e ARBOLITO sono specifici di quelle zone. In particolare il mercato argentino con ARBOLITO. Nel 1983 venne fondata la società sorella Böker Arbolito S.A. in Argentina a Buenos Aires.

## Prodotti

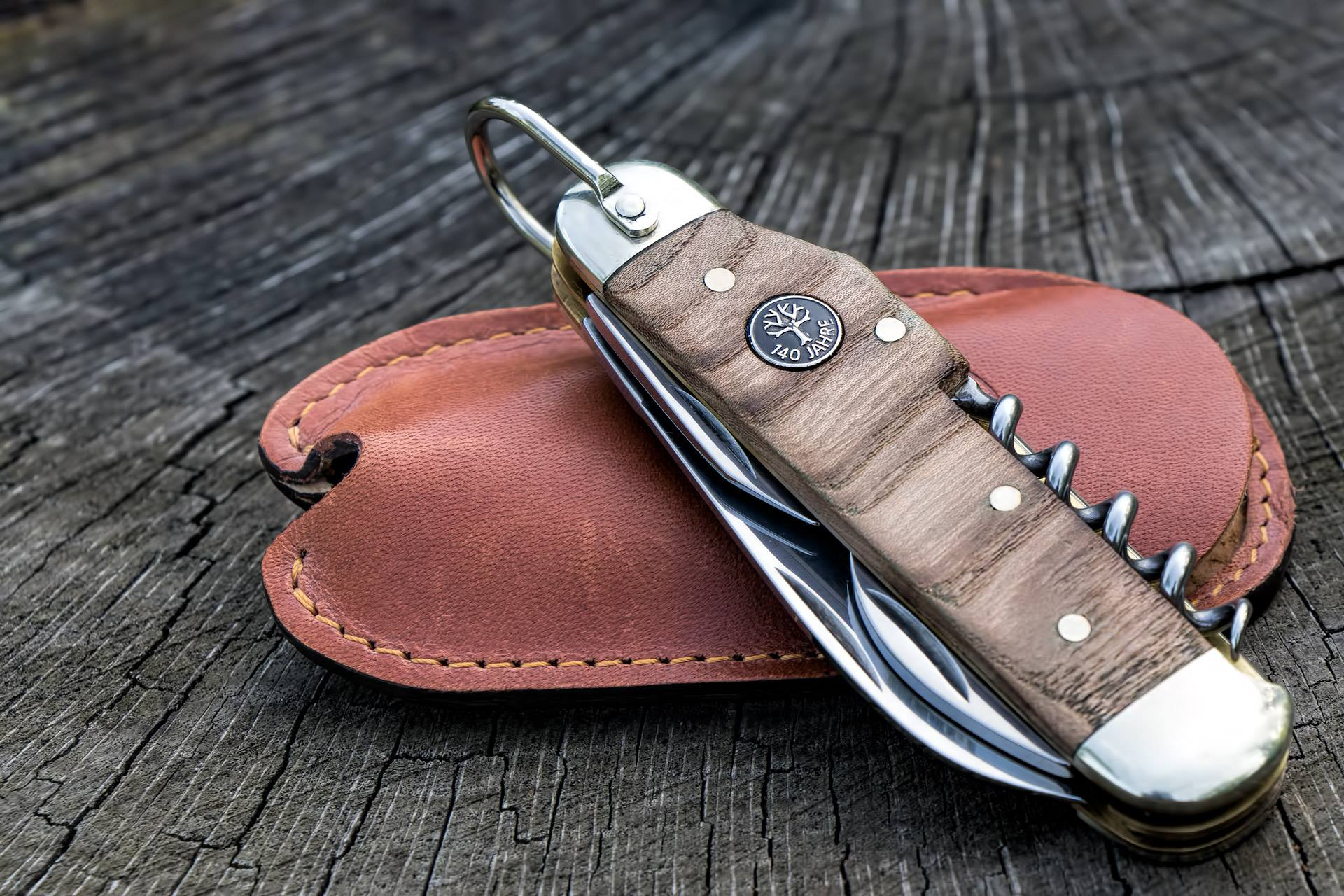
Böker Sportmesser / Camp Knife

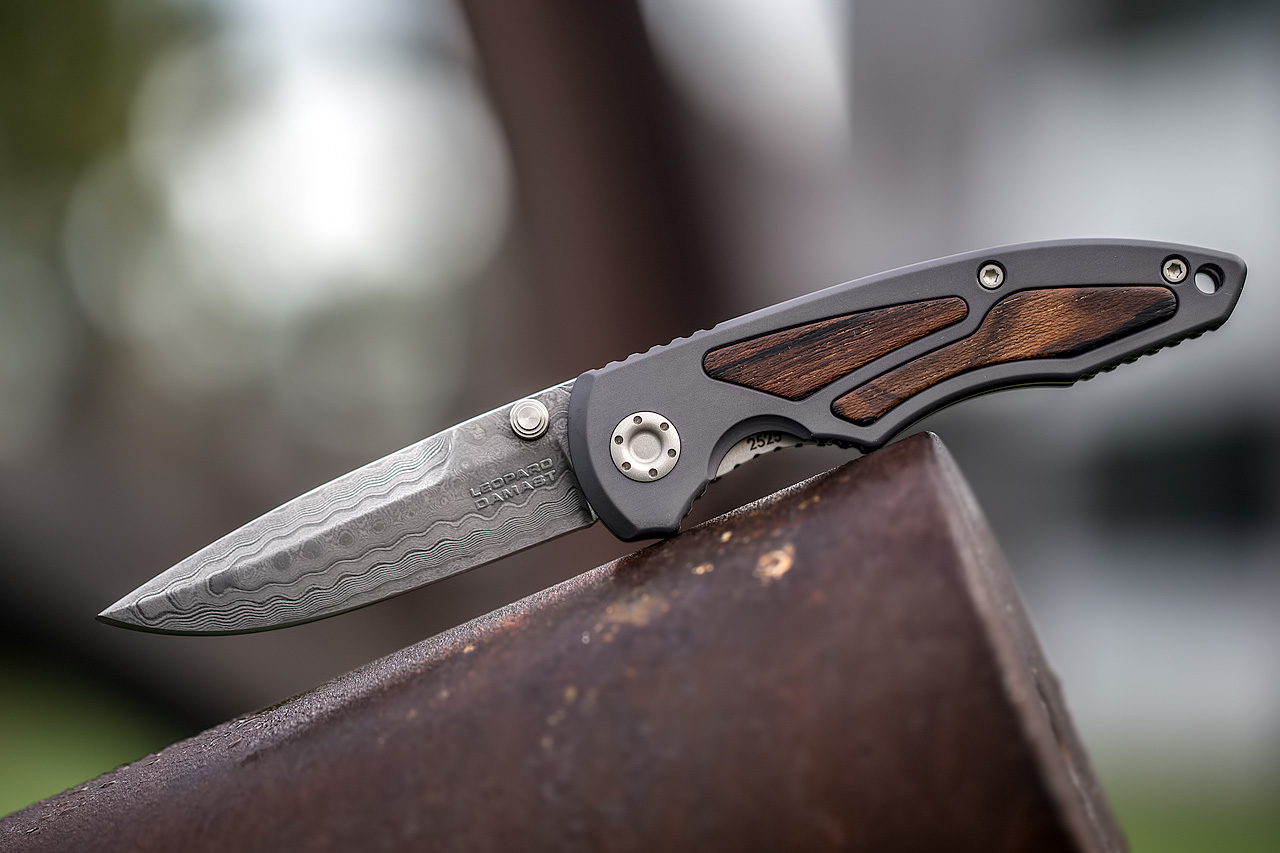
Böker con lama damascata Leopard

La produzione è principalmente di coltelli per tempo libero, caccia e da collezione, così come quelli ad uso sportivo e professionale per corpi militari e di polizia. Vi è anche una parte di produzione dedicata ai coltelli professionali per cucina e anche prodotti per la rasatura. Böker lavora con i più noti costruttori di coltelli, per pezzi unici così come produzioni in serie.
La produzione si suddivide in quattro differenti marchi:
- Böker Manufaktur Solingen è il marchio che offre coltelli fatti a mano della casa madre Böker a Solingen, specializzata in produzioni di piccole serie da collezione. Tra i prodotti più noti vi è il coltello a serramanico Speedlock[4] ed i coltelli con lame damascate, o pezzi unici come ad esempio quelli fatti in acciaio ricavato dal cannone del carro armato Leopard o dalla nave Tirpitz.
- Böker Arbolito è il marchio dei prodotti artigianali provenienti dalla fabbrica di Buenos Aires[5].
- Böker Plus è il marchio Böker per i prodotti di tipo innovativo e professionale concepiti e sviluppati a Solingen e fabbricati oltreoceano.
- Magnum by Böker è il marchio per i prodotti concepiti a Solingen e progettati, sviluppati e fabbricati oltreoceano.